# Ушки (блюдо)
Ушки (пол. uszka) — традиционные пельменные изделия литовской, польской, русской и украинской кухни. Небольшие по размеру, по форме несколько напоминают уши (отсюда и название). Начинка обычно делается из мясного фарша или же из грибов, сегодня также из шпината и сыра. По размеру и форме ушки отличаются от перогов (польских вареников). В отличие от большинства других видов пельменей, ушки с грибной начинкой (без мяса) подаются обычно в супе, чаще всего в борще, но могут подаваться в томатном супе и ряде других. Реже подаются в качестве самостоятельного блюда или гарнира, сдобренные маслом и, иногда, посыпанные специями, такими, как чеснок.
В Польше борщ с ушками является традиционным блюдом на сочельник. Еврейский аналог ушек, происходящий из кухни польских евреев, носит название креплах.

## Литература

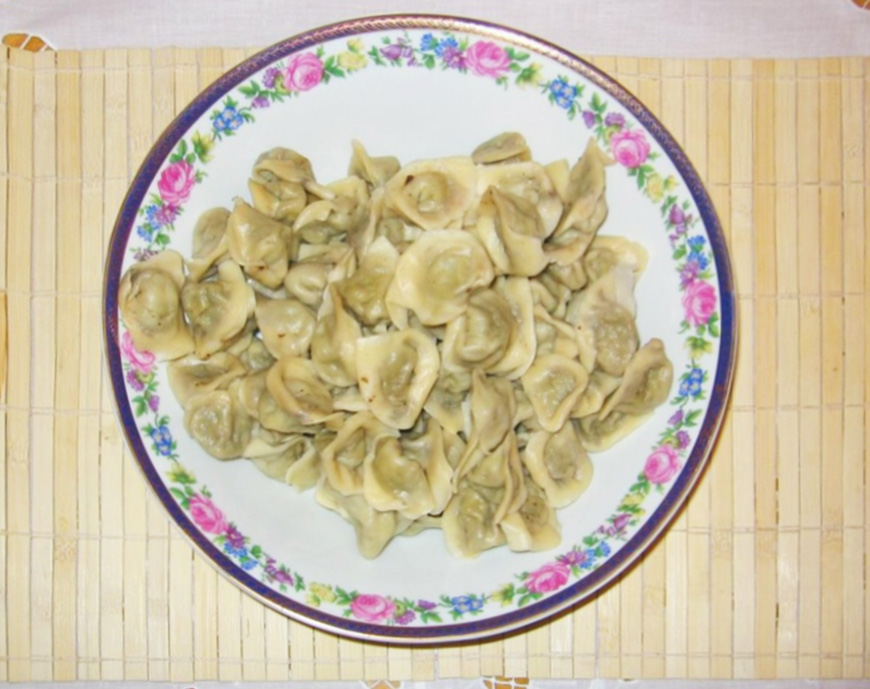
Ушки в качестве самостоятельного блюда